# Abava
Die Abava (deutsch Abau) ist ein Fluss in Kurland, im Westen Lettlands.

## Verlauf und Nebenflüsse
Der Fluss entspringt einem Sumpfgebiet bei Lestene und fließt in einem begradigten Flussbett zunächst nach Norden. Unterhalb von Kandava verläuft das nunmehr gewundene Flussbett nach Westen bis zur Einmündung in die Venta. Auf der Abava befinden sich mehrere Stromschnellen infolge von Dolomit-Formationen. Die größte ist Abavas rumba, ein etwa zwei Meter hoher Wasserfall bei Sabile. Wegen der Stromschnellen ist die Abava beliebt bei Wassertouristen und Kanufahrern. Das Urstromtal der Abava wird auch als „Kurländische Schweiz“ bezeichnet.
Die größten Zuflüsse sind die Viesata, die Imula und die Amula.

## „Brücke ins Nirgendwo“
Bei Sāti wird die Abava von der „Brücke ins Nirgendwo“ (lettisch: tilts uz nekurieni) überspannt. Sie wurde 1939 für eine Eisenbahnstrecke zwischen Tukums und Kuldīga gebaut, die infolge des Zweiten Weltkriegs nie zustande kam. Sie ist mittlerweile zu einem Touristenziel geworden.